# Camping (film fra 2009)
 For alternative betydninger, se Camping (flertydig). (Se også artikler, som begynder med Camping)
Camping er en dansk drama- og komediefilm fra 2009. Filmen er instrueret af Jacob Bitsch og produceret af Nimbus Film. Manuskriptet er skrevet af Anders Frithiof August. Den havde biografpremiere 4. september 2009 og udkom 2. marts 2010 på dvd. Tv-kanalen Canal+ First har i perioden 14. oktober 2010 til 2. december 2010 vist Camping seks gange.
I hovedrollen ses Mia Lyhne, mens de øvrige store roller er besat af Kirsten Lehfeldt, Oliver Alexander Brandel, Heine Grove Ankerdal og Caroline Dahl.

## Handling
Filmen handler om Bodil (Lehfeldt) der mister sin mand (Thunbo) ved et selvmord i campingvognen, efter at de har vundet Dansk Melodi Grand Prix i 1982. Så finder hun på, sammen med sin følelseslammede datter Connie (Lyhne) og hendes bror, den overvægtige Christian (Brandel) at tage på en campingtur på som skal bringe dem tættere sammen. Turen til Langeland og bl.a. Kong Humbles Grav er i første omgang en fiasko. Men mødet med de lokale bringer fornyet håb.

## Medvirkende
- Mia Lyhne – Connie Nielsen
- Kirsten Lehfeldt – Bodil Nielsen
- Oliver Alexander Brandel – Christian Nielsen
- Heine Grove Ankerdal – Rasmus
- Caroline Dahl – Laura
- Morten Thunbo – Poul Nielsen
- Joen Højerslev – Lars
- Anders Brink Madsen – Campingsælger